# Hirtodrosophila chagrinensis
Hirtodrosophila chagrinensis är en tvåvingeart som först beskrevs av Stalker och Spencer 1939.  Hirtodrosophila chagrinensis ingår i släktet Hirtodrosophila och familjen daggflugor. Inga underarter finns listade i Catalogue of Life.